# Ibervillea hypoleuca
Ibervillea hypoleuca är en gurkväxtart som först beskrevs av Paul Carpenter Standley, och fick sitt nu gällande namn av Charles Jeffrey. Ibervillea hypoleuca ingår i släktet Ibervillea och familjen gurkväxter. Inga underarter finns listade i Catalogue of Life.